# 宮崎恭子
宮崎 恭子（みやざき やすこ、1931年5月15日 - 1996年6月27日）は、日本の演出家、女優、脚本家。無名塾創設者。本名：仲代 恭子（旧姓：宮崎）。脚本家としての筆名（別名）として隆 巴（りゅう ともえ）を持つ。夫は俳優の仲代達矢、妹は元フジテレビのアナウンサーでニュースキャスターの宮崎総子。

## 来歴・人物
両親とも広島県呉市の出身。母方の祖父は第九代呉市長・勝田登一。裁判官だった父親の赴任先・長崎県長崎市で生まれ、父親の転任により、4歳まで長崎で、その後小学校2年生まで福岡市で、3年生のとき大分市で、4年生から小学校卒業まで再び福岡市で育った。1944年、父親が裁判所を辞めて弁護士に転身したため、一家で東京都へ移る。1945年の東京大空襲で父を東京に残し、母・妹とともに呉の伯父宅に疎開。同年8月、広島原爆を見る。同年9月17日の枕崎台風による呉の大洪水で、実家が土石流に流されて怪我を負うが生き延びる。この年の暮れ、母・妹とともに東京へ戻り、旧制の女子学院に復学。女子学院時代の親友に秦早穂子がいる。
1949年初夏、新制女子学院高等学校3年生だった時に小牧バレエ団の公演を見て「女優になろう」と決心する。女子学院を卒業後、1950年に俳優座養成所に入る。卒業後は、同期の小沢昭一らと劇団新人会を結成。女優として活躍する。
1957年に、俳優座養成所の後輩だった仲代達矢と舞台の共演をきっかけに結婚。以後は脚本家に転じ、舞台演出も手がけた。1975年からは夫とともに、俳優を育成する無名塾を主宰した。ヘンリック・イプセン作の『ソルネス』の演出で1980年度芸術祭優秀賞を受賞。
1995年夏の無名塾の全国公演中に体調不良を訴え、膵臓がんと判明。1996年6月27日に死去した。65歳没。

## 脚本

### テレビドラマ
- 東芝 日曜劇場（TBS）
  - 第718回「釣忍」（1970年）
  - 第757回「鶴は帰りぬ」（1971年）
  - 第780回「三十ふり袖」（1971年）
  - 第785回「すぎし去年」（1971年）
  - 第806回「あだこ」（1972年）
  - 第835回「あによめ」（1972年）
  - 第857回「つゆのひぬま」（1973年）
  - 第929回「ちゃん」（1974年）
  - 第939回「愛すれどいのち哀しく」（1974年）
  - 第1072回「白い闇」（1977年）
  - 第1089回「愛のゆくえ…」（1977年）
- 砂の器（1977年、フジテレビ、仲代達矢主演） - 脚本を担当するとともに、劇団の事務員役で出演した。
- 樅ノ木は残った（1983年、フジテレビ、仲代達矢主演）

### 映画
- いのちぼうにふろう（1971年、東宝、仲代達矢主演、小林正樹監督）
- 姿三四郎（1977年、東宝映画、三浦友和主演、岡本喜八監督） - 岡本喜八との共同脚本。

## 出演

### テレビ番組
- おかあさんといっしょ（NHK総合） - 黎明期のレギュラー。
- 金原二郎ショー（日本テレビ） - 初期のアシスタント。
- モーニングジャンボ奥さま8時半です（1973年11月 - 1974年1月、TBS） - 司会。妹の総子が出産準備のため、ピンチヒッターとして出演[13]。

### 映画
- 森は生きている（1956年）
- 世界名作童話 白鳥の王子（1977年の『東映まんがまつり』で公開） - 脚本と声優を担当。